# Кондоминиум (международное право)
Кондоми́ниум (лат. con «вместе» + dominium «владение»), совладе́ние — совместное управление одной и той же территорией несколькими государствами.

## Современные кондоминиумы
- Район Абьей — спорная территория на границе Северного и Южного Судана, которой в 2004 году был предоставлен «особый административный статус» согласно Протоколу по урегулированию конфликта Абьей (Абьейский протокол) в рамках Всеобъемлющего мирного соглашения.
- Коалу[англ.] — нейтральная зона между Бенином и Буркина-Фасо, с 2009 года район управляется Совместным комитетом по согласованному управлению областью Куру/Коалу (COMGEC-K).
- Острова Литл Грин (англ. Little Green), поделенные между Канадой и колонией Франции Сен-Пьер и Микелон (см. Грин Айленд (Фортуна), Ньюфаундленд и Лабрадор#Суверенитет[англ.]).
- Остров Фазан (фр. L'île des Faisans), также известный как остров Конференции (англ. Conference Island) — совладение Испании и Франции на реке Бидассоа: установлено в 1659 году после подписания Пиренейского мира.
- Деревня Хадт с прилегающей территорией, находящийся под управлением Омана и Аджмана.
- Основная часть Боденского озера, которая, по мнению Австрии, является совладением Германии, Австрии и Швейцарии: эта точка зрения не разделяется правительствами Германии и Швейцарии.
- Река Мозель — совладение Люксембурга и Германии: установлено в 1816 году.
- Международная космическая станция — совладение 15-ти стран (в алфавитном порядке): Бельгия, Бразилия, Германия, Дания, Испания, Италия, Канада, Нидерланды, Норвегия, Россия, США, Франция, Швейцария, Швеция, Япония.

Андорра, хотя формально её соправителями, то есть главами государства, являются Президент Франции и епископ Урхельский (Сео-де-Уржель, Испания), — обычно не относится к совладениям, так как Андорра является суверенным государством.

## Бывшие совладения
- Кипр — совладение Византийской империи и Халифа в течение около 300 лет (c 688 года).
- Коту-Мишту — совладение Испании и Португалии до 1864 года.
- Фрисландия — совладение графа Голландии и князя-епископа Утрехта.
- Маастрихт — до 1794 года совладение князя-епископа Льежа и Герцогства Брабант.
- Задвинское герцогство — литовско-польский кондоминиум, установленный в 1569 году после подписания Люблинской унии.
- Запорожская Сечь — русско-польский кондоминиум, установленный в 1667 году после подписания Андрусовского перемирия.
- Общий район (норв. Fellesdistrikt) — район на побережье Баренцева моря, русско-датский кондоминиум в 1684—1814 годах, русско-шведский в 1814—1826 годах.
- Мореснет — с 1816 по 1919 год совладение Нидерландов (позже Бельгии) и Пруссии (позже Германии).
- Орегон — англо-американское совладение с 1818 по 1846 год.
- Сахалин — с 1855 по 1875 год совладение Российской империи и Японии.
- Кондоминиум Босния-Герцеговина — территория современной Боснии и Герцеговины, находившаяся под совместным управлением Австро-Венгрии и Османской империи.
- Самоа — совладение Германии, Британии и США с 1889 по 1899 год.
- Англо-Египетский Судан — совладение Британии и Египта с 1899 по 1956 год.
- Новые Гебриды — совладение Франции и Британии с 1906 по 1980 год (ныне Республика Вануату).
- Тоголенд — с 26 августа 1914 года под управлением Британии и Франции, Германский протекторат (колония с 1905 года) Тоголенд был англо-французским совладением до его разделения на французскую и британскую зону 27 декабря 1916 года.
- Северная Добруджа — совладение Германии, Австрии и Болгарии во время Первой мировой войны.
- Науру — подопечная территория, трёхстороннее совладение под совместным управлением Австралии, Новой Зеландии и Британии с 1923 по 1942 год и с 1947 по 1968 год — снова подопечная территория, фактически управлялась только Австралией.
- Острова Кантон и Эндербери — британско-американское совладение с 1939 по 1979 год.